# Maria Floriani Squarciapino
Maria Floriani Squarciapino (1917-2003) est une archéologue italienne et une historienne de la Rome antique.

## Biographie
Maria Floriani Squarciapino, une élève de Pietro Romanelli, a effectué des fouilles à  Ostie et à Leptis Magna en Libye.
Ostie fut le principal centre d’intérêt de ses travaux. Elle s’intéressa particulièrement aux aspects architectoniques des bâtiments antiques et à la Synagogue d'Ostie.
Tout au long de sa carrière elle collabora à Ostie avec Italo Gismondi, Giovanni Becatti, Raissa Calza, Pasquale Testini, Guido Barbieri et Herbert Bloch.
Maria Floriani Squarciapino a été inspecteur d'archéologie (1946 - 1966) puis surintendante de la Soprintendenza Archeologica di Ostia (1966 - 1974) et professeur émérite à l'université de Rome « La Sapienza ».

## Publications
- Avec I. Gismondi,G. Barbieri,H. Bloch,R. Calza, Le necropoli: Le tombe di eta repubblicana ed augustea, Scavi di Ostia 3, Rome, 1958.
- Paola Baldassarri, « BIBLIOGRAFIA DI MARIA FLORIANI SQUARCIAPINO », Archeologia Classica, vol. 49,‎ 1997, p. XI–XVIII (lire en ligne, consulté le 8 décembre 2017)